# Rhipidura albicollis
El abanico gorgiblanco (Rhipidura albicollis) es una especie de ave paseriforme de la familia Rhipiduridae propia de la región indomalaya.  Es un pájaro de porte mediano, habita en el bosque, arbustos y terrenos cultivados en las zonas tropicales del sur de Asia desde los Himalayas, India y Bangladés hasta Borneo.

## Descripción
Los adultos miden unos 19 cm de largo. Posee una cola oscura en forma de abanico, con un borde blanco, y cejas y garganta blancos. Existe una considerable variedad en el plumaje de las distintas razas. La mayoría se parecen al R. a. canescans del Himalaya el cual es de un color gris, con una máscara negra en los ojos, con garganta y cejas blancas.

## Comportamiento

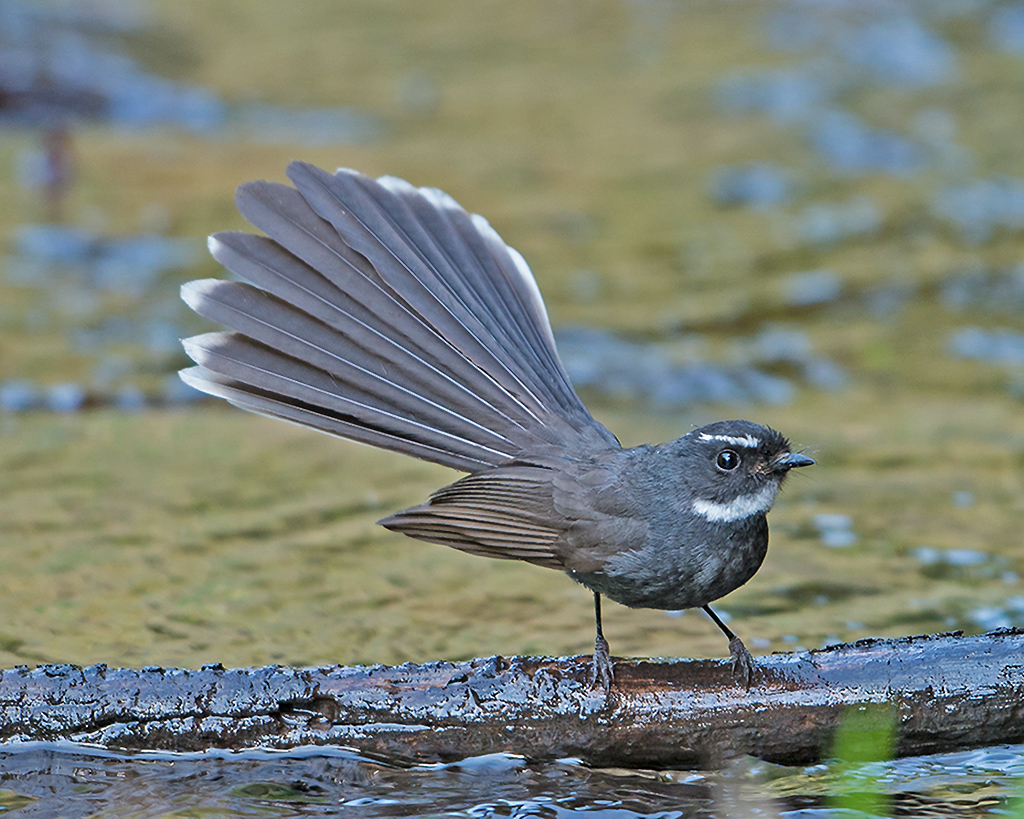
En Uttarakhand, India.

El abanico gorgiblanco pone tres huevos en un pequeño nido en forma de taza en un árbol.
El abanico gorgiblanco es insectívoro, y a menudo mueve su cola al desplazarse por el terreno.
Las aves utilizan las mismas llamadas a lo largo de todo el año, aunque van introduciendo cambios progresivos con lo cual su canto es muy diferente al cabo de 4 o 5 años. La llamada del macho es una herramienta importante para detectar e identificar el ave, que a menudo puede ser confundida con el  R. aureola, en aquellas zonas donde sus hábitats se sobreponen. Las partes inferiores de R. aureola son claras con manchas prominentes en dos filas en las alas.